# Friedhof Vinohrady

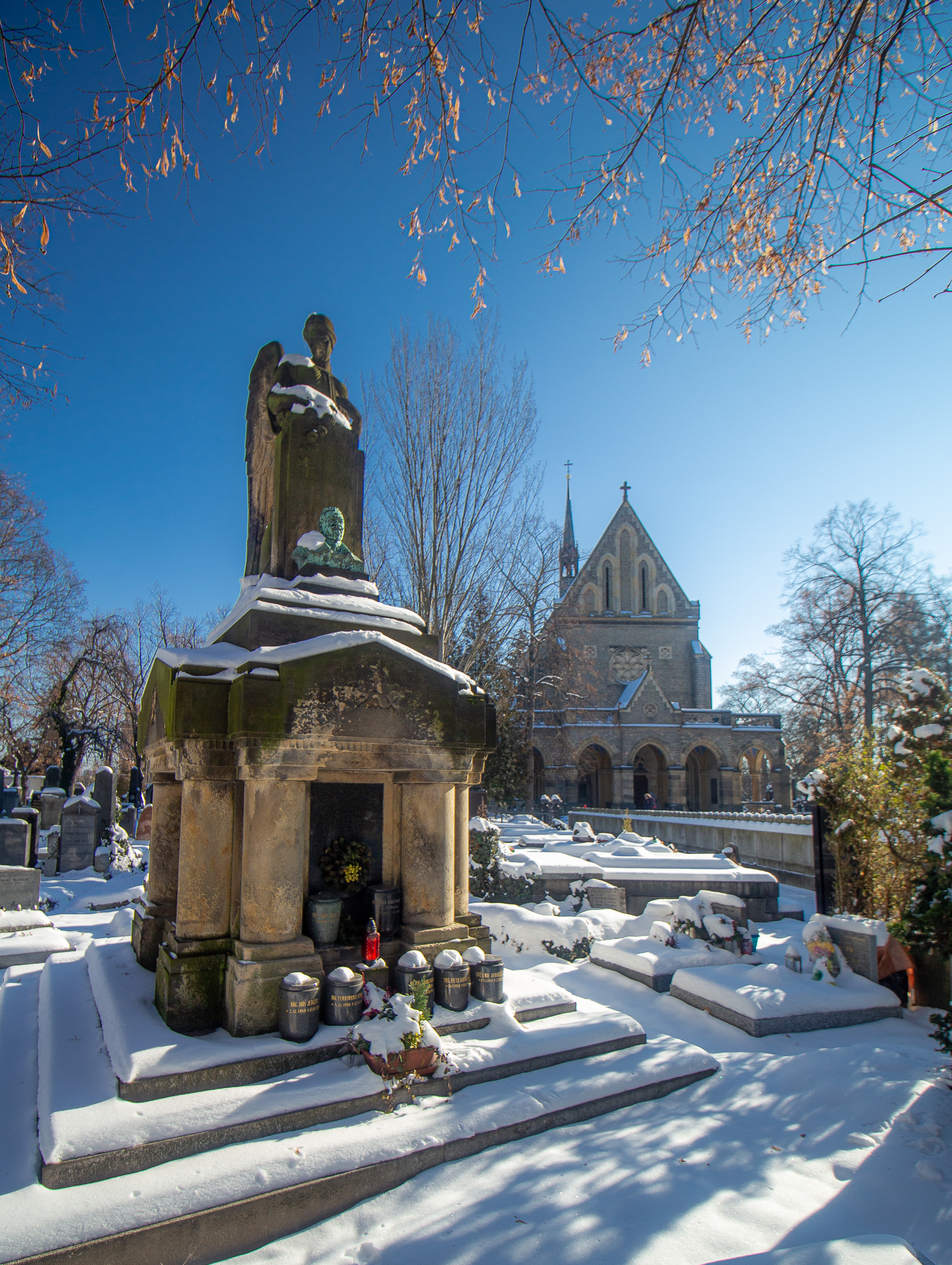
Im Hintergrund Kapelle des Hl. Wenzel

Der Friedhof Vinohrady (tschechisch Vinohradský hřbitov) ist ein Friedhof in der tschechischen Hauptstadt Prag, im namensgebenden Stadtteil Vinohrady gelegen. Zu den Personen, die hier bestattet sind, zählen Václav Havel und Egon Erwin Kisch.

## Geschichte

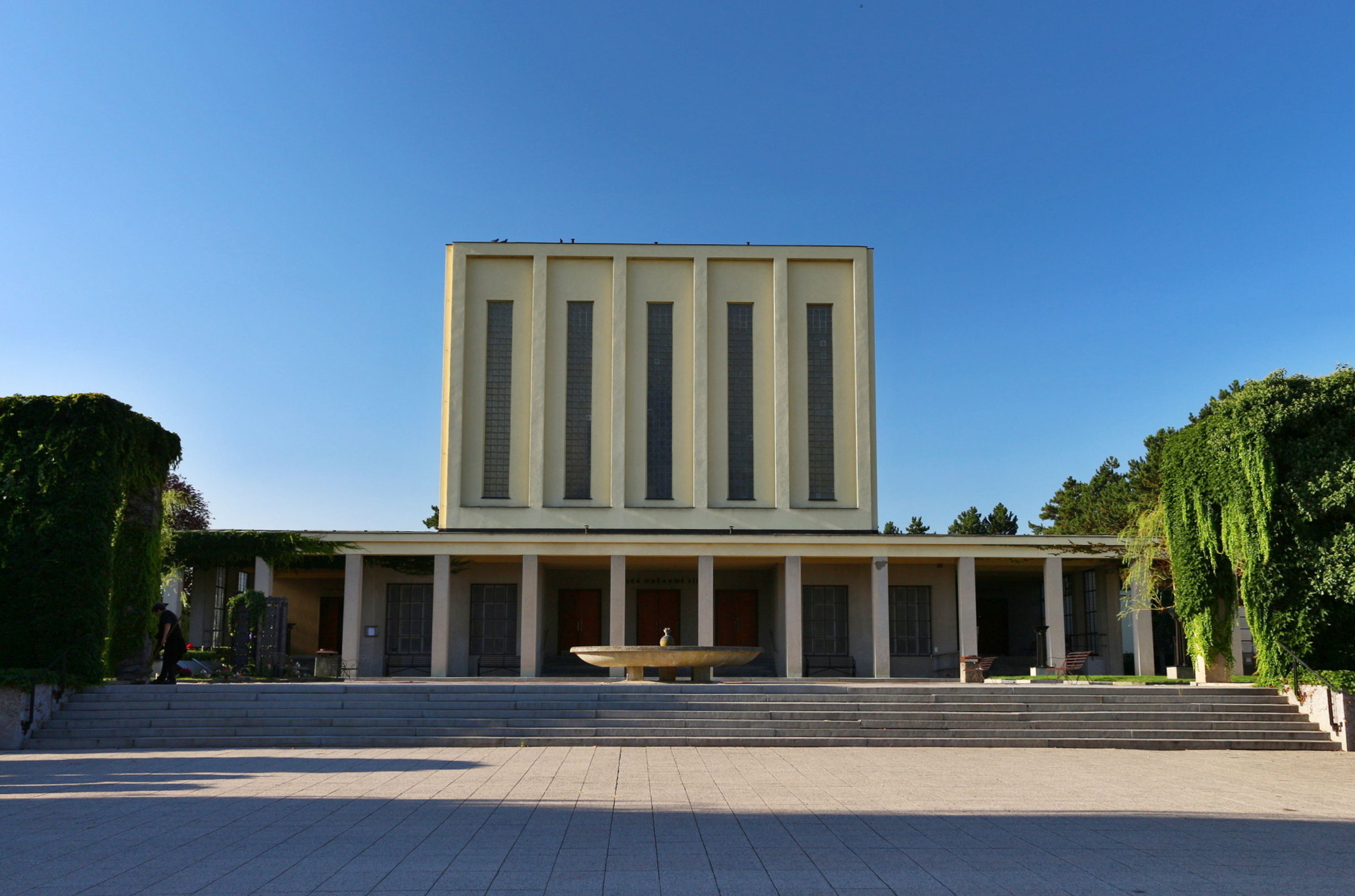
Krematorium Strašnice

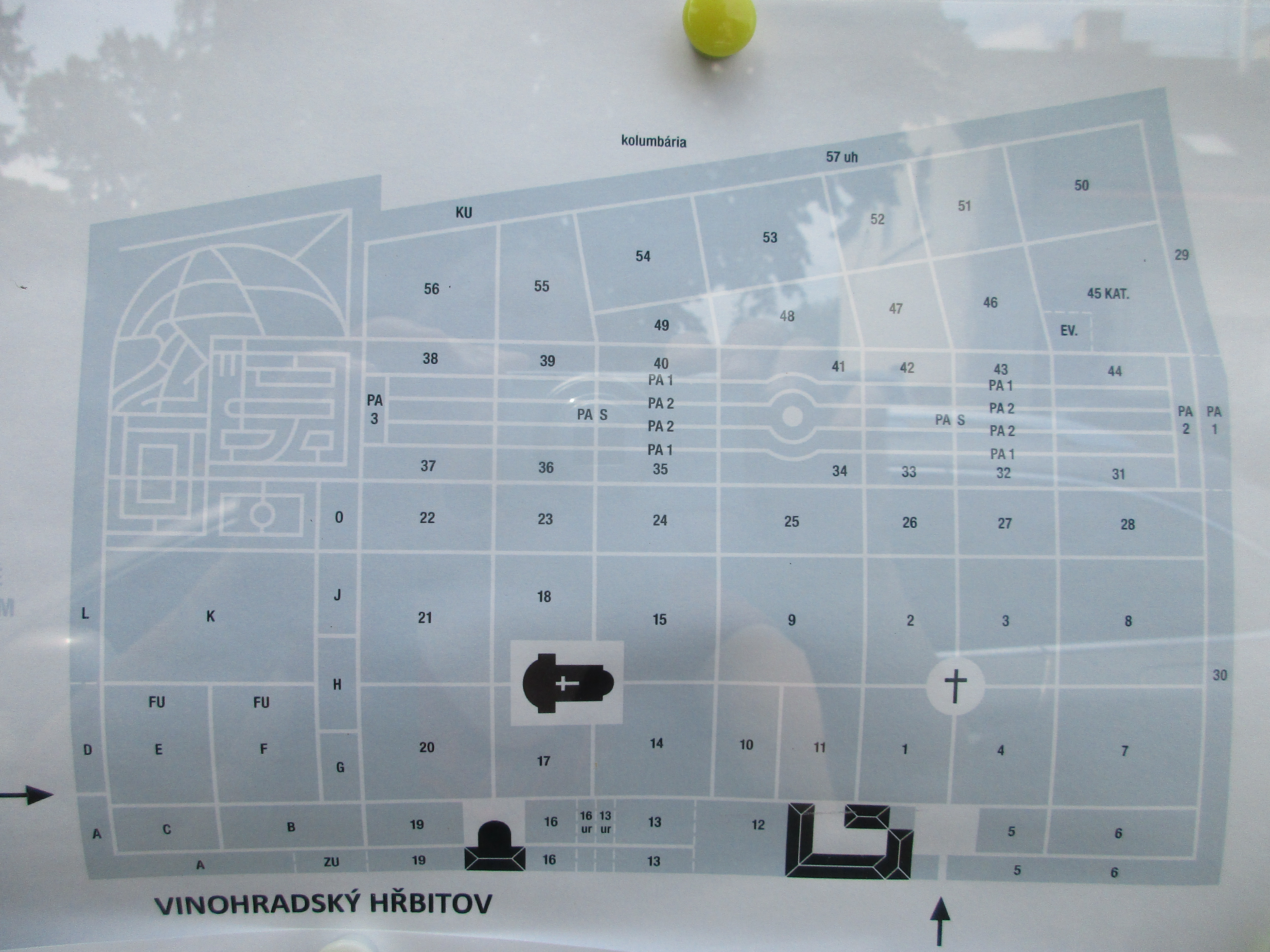
Übersichtsplan

Der Friedhof Vinohrady wurde 1885 angelegt und seither dreimal erweitert. Heute weist er eine Fläche von 10 Hektar auf und ist nach den nur 500 Meter entfernten Friedhöfen Olšany die zweitgrößte Prager Begräbnisstätte. Auf dem Areal des Friedhofs sind viele Denkmäler aus der jüngeren Geschichte des Landes zu sehen, darunter für Opfer des Prager Aufstandes 1945 sowie für politisch Verfolgte.
An das Gelände des Friedhofs schließt das Krematorium Strašnice an, welches 1929 bis 1932 für die zahlreicher werdenden Feuerbestattungen errichtet wurde. Sowohl während der deutschen Besatzung als auch während der Zeit des Kommunismus wurden hier die Leichen von politisch Verfolgten verbrannt (darunter Milada Horáková, Matěj Pavlík und Vladislav Vančura). Die Asche dieser Hingerichteten wurde meist nicht in Gräbern beigesetzt, sondern anonym auf dem Friedhofsgelände vergraben.

## Gräber bedeutender Persönlichkeiten

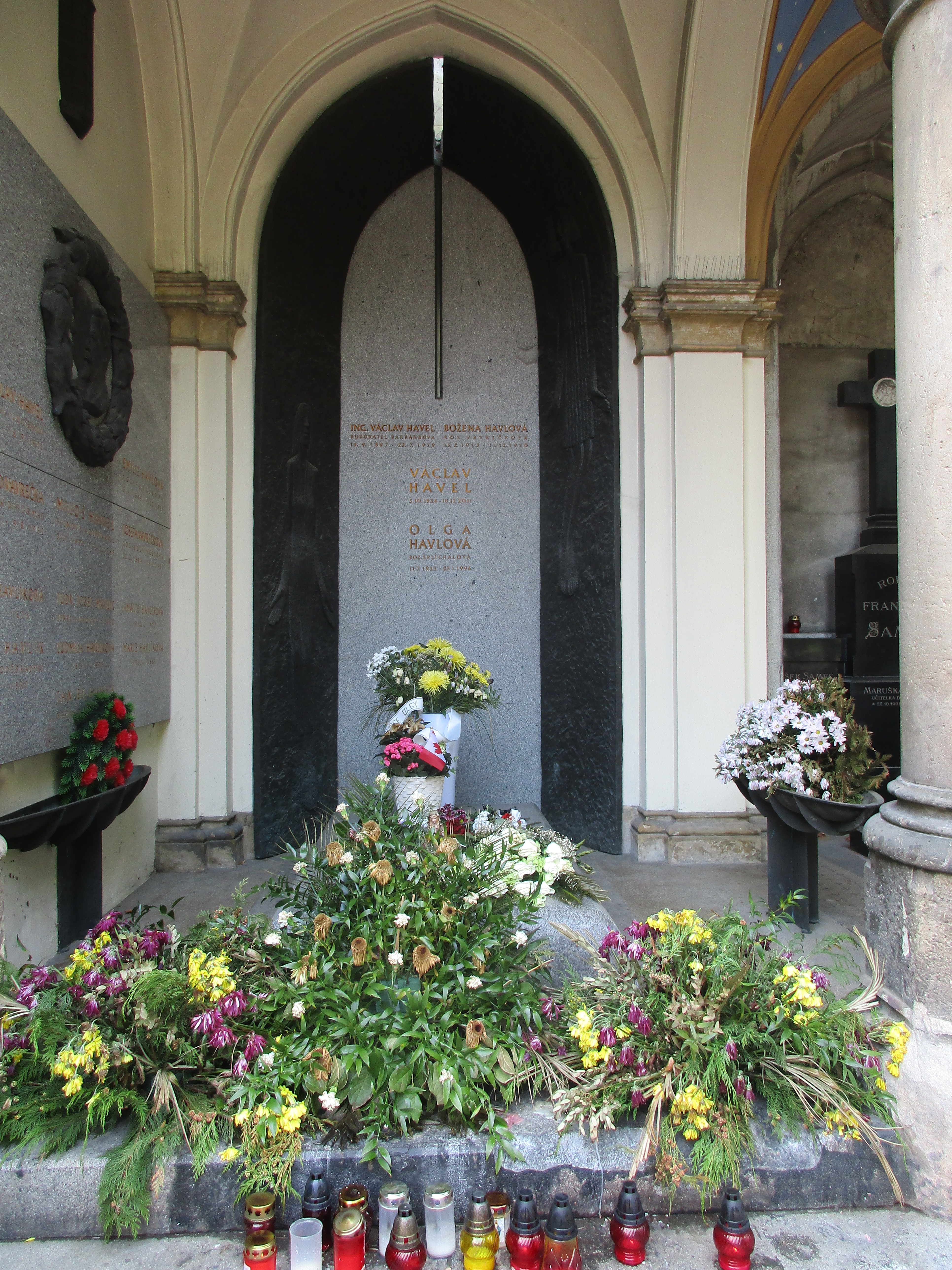
Grab Václav Havels

Zu den bekannten Persönlichkeiten, die auf dem Friedhof Vinohrady bestattet sind, gehören:
- František Alexander Elstner (1902–1974)
- Berthold Epstein (1890–1962)
- Jaroslav Foglar (1907–1999)
- Julius Fučík (1872–1916)
- Otto Gutfreund (1889–1927)
- Emil Hácha (1872–1945)
- Zdenka Hartmann-Procházková (1926–2021)
- Václav Havel (1936–2011)
- Milada Horáková (1901–1950)
- Čeněk Junek (1894–1928)
- Eliška Junková (1900–1994)
- Egon Erwin Kisch (1885–1948)
- Jiří Kolář (1914–2002)
- Matěj Pavlík (1879–1942)
- Jakub Schikaneder (1855–1924)
- Otto Šimánek (1925–1992)
- Jiří Šlitr (1924–1969)
- Karel Václav Rais (1859–1926)
- Vladislav Vančura (1891–1942)
- Zikmund Winter (1846–1912)